# Marcelle Tinayre

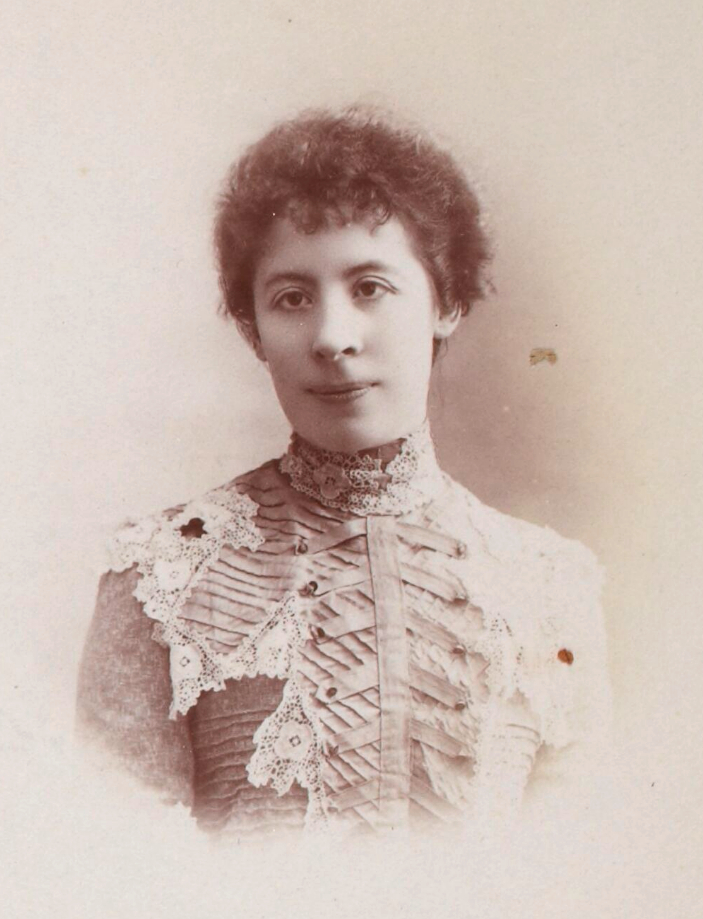
Marcelle Tinayre 1900

Marcelle Tinayre (* 8. Oktober 1870 in Tulle; † 23. August 1948 in Grosrouvre) war eine französische Schriftstellerin.

## Leben
Marcelle Chasteau schrieb ab dem Alter von 13 Jahren erzählende Prosa. 1889 heiratete sie den Maler Julien Tinayre (1859–1923) und begann, gefördert von Ludovic Halévy, mit der Veröffentlichung zahlreicher Romane feministischer Thematik, mit denen sie reich und berühmt wurde. Die Zeitgenossen stellten sie an die Seite von George Sand. Sie gehörte zur Gründungsjury des Prix Femina.
Da ihr Mann seine Jugend in Ungarn verbracht hatte, wagte sie sich in den 1920er Jahren an Übersetzungen aus dem Ungarischen. Dadurch war sie informiert über den von der französischen Linken geleugneten Roten Terror des Regimes von Béla Kun, was ihrem Ruf unter den Intellektuellen schadete.

## Werke (Auswahl)

### Moderne Ausgaben
- L'ombre de l'amour. Maïade, Lamazière-Basse 2005. (Roman, Vor- und Nachworte von Alain Sentier und Marie-F. Houdart)
- Notes d'une voyageuse en Turquie. Turquoise, Levallois-Perret 2014. (Vorwort von Alain Quella-Villéger)
- La veillée des armes. Le départ, août 1914. Femmes-Antoinette Fouque, Paris 2015. (Vorwort von Alain Quella-Villéger)
- L'oiseau d'orage. Le Carrelet éditions, Mignaloux-Beauvoir 2016. (Roman, Nachwort von Alain Quella-Villéger)
- La révolte d'Ève. Chroniques et autres textes. Hrsg.  Alain Quella-Villéger.  Femmes-Antoinette Fouque, Paris 2017. (Sammelschrift, Vorwort von France Grenaudier-Klijn)
- L'aventure amoureuse et tragique de François Barbazanges. Maïade, Lamazière-Basse 2017. (Roman)
- La vie amoureuse de Madame de Pompadour. Rue Laplace éditions, 2022. (zuerst 1924)

### Werke soweit ins Deutsche übersetzt
- La maison du péché. 1902.
  - (deutsch) Das Haus der Sünde. R. Ecksteins Nachfolger, Berlin 1904. (übersetzt von Adele Achard)

### Übersetzungen
- Cécile Tormay: Fille des pierres. V. Hamy, Paris 1989, 2008. (Vorwort von Gianpiero Cavaglià) (zuerst 1925)
- (mit Paul-Eugène Régnier) Cécile Tormay: Le Livre proscrit. Scènes de la révolution communiste en Hongrie. Plon, Paris 1925. (ungarisches Original 1921)

### Weitere Romantitel
- La Rançon. Avant l’amour. Hellé. La rebelle.